# ノーネ
ノーネ（伊: None）は、イタリア共和国ピエモンテ州トリノ県にある、人口約8,000人の基礎自治体（コムーネ）。

## 地理

### 位置・広がり

#### 隣接コムーネ
隣接するコムーネは以下の通り。
- アイラスカ
- カンディオーロ
- カスタニョーレ・ピエモンテ
- オルバッサーノ
- ピオーベジ・トリネーゼ
- スカレンゲ
- ヴォルヴェーラ